# Гири, Синтия
Си́нтия Ги́ри (англ. Cynthia Geary; род. 21 марта 1965) — американская актриса.

## Жизнь и карьера
Синтия Гири родилась в 1965 году. Получила степень бакалавра в Университете Миссисипи.
Наибольшую известность Гири принесла роль Шелли Тэмбо в телесериале «Северная сторона» (1990—1995), за которую она получила две номинации на премию «Эмми» в категории «Лучшая актриса второго плана в драматическом телесериале» 1992 и 1993 годах.
С 1994 года Гири замужем за агентом по недвижимости Робертом Короном. У супругов есть две дочери — Оливия (род. 2000) и Лайла (род. 2006).

## Избранная фильмография
| Год       |   | Русское название          | Оригинальное название        | Роль                |
| --------- | - | ------------------------- | ---------------------------- | ------------------- |
| 1990—1995 | с | Северная сторона          | Northern Exposure            | Шелли Тэмбо / Салли |
| 1993      | ф | Прячься, бабушка! Мы едем | To Grandmother's House We Go | Ронда Томпсон       |
| 1998      | ф | Дымовые сигналы           | Smoke Signals                | гимнастка Кэти      |
| 1998      | ф | Смертоносные земли        | The Killing Grounds          | Дженис Харпер       |
| 2002      | ф | Причудливый танец         | The Business of Fancydancing | Тереза              |